# Higgs-Primzahl
In der Zahlentheorie ist eine Higgs-Primzahl für die Potenz a eine Primzahl {\displaystyle Hp_{n}\in \mathbb {P} }, bei der {\displaystyle Hp_{n}-1} die {\displaystyle a}-te Potenz des Produkts aller kleineren Higgs-Primzahlen teilt.
Algebraisch bedeutet das bei gegebener Potenz {\displaystyle a\in \mathbb {N} }, dass die Higgs-Primzahl {\displaystyle Hp_{n}} folgende Bedingung erfüllt:
{\displaystyle \varphi (Hp_{n})=Hp_{n}-1{\mbox{  teilt  }}\prod _{i=1}^{n-1}{Hp_{i}}^{a}{\mbox{  mit  }}Hp_{n}>Hp_{n-1}}
wobei {\displaystyle \varphi (n)} die Eulersche Phi-Funktion ist (sie gibt für jede natürliche Zahl {\displaystyle n\in \mathbb {N} } an, wie viele zu {\displaystyle n} teilerfremde natürliche Zahlen es gibt, die nicht größer als {\displaystyle n} sind; bei Primzahlen {\displaystyle p} ist {\displaystyle \varphi (p)=p-1}).
Die Higgs-Primzahlen wurden nach dem britischen Mathematiker Denis Higgs benannt.

## Beispiele
- Die ersten Higgs-Primzahlen für die Potenz {\displaystyle a=2} (also für Quadrate) sind die folgenden:

2, 3, 5, 7, 11, 13, 19, 23, 29, 31, 37, 43, 47, 53, 59, 61, 67, 71, 79, 101, 107, 127, 131, 139, 149, 151, 157, 173, 181, 191, 197, 199, 211, 223, 229, 263, 269, 277, 283, 311, 317, 331, 347, 349, 367, 373, 383, 397, 419, 421, 431, 461, 463, 491, 509, 523, 547, 557, 571, … (Folge A007459 in OEIS)
- Die Zahl {\displaystyle Hp_{8}=23} ist eine Higgs-Primzahl für die Potenz {\displaystyle a=2}, weil das Quadrat des Produkts der kleineren Higgs-Primzahlen, also {\displaystyle (2\cdot 3\cdot 5\cdot 7\cdot 11\cdot 13\cdot 19)^{2}=325550124900} die Zahl {\displaystyle Hp_{8}-1=23-1=22} als Teiler hat (es ist {\displaystyle 325550124900:22=14797732950}).
- Die Zahl {\displaystyle 17} ist keine Higgs-Primzahl für die Potenz {\displaystyle a=2}: das Quadrat des Produkts der kleineren Higgs-Primzahlen, also {\displaystyle (2\cdot 3\cdot 5\cdot 7\cdot 11\cdot 13)^{2}=901800900} hat die Zahl {\displaystyle 17-1=16} nicht als Teiler (es bleibt {\displaystyle 4} Rest).
- Die Zahl {\displaystyle 13} ist eine Higgs-Primzahl für die Potenz {\displaystyle a=6}, weil die {\displaystyle 6}-te Potenz des Produkts der kleineren Higgs-Primzahlen, also {\displaystyle (2\cdot 3\cdot 5\cdot 7\cdot 11)^{6}=151939915084881000000} die Zahl {\displaystyle 13-1=12} als Teiler hat (es ist {\displaystyle 151939915084881000000:12=12661659590406750000}).
- Bei höheren Potenzen {\displaystyle a} sind immer mehr Primzahlen auch gleichzeitig Higgs-Primzahlen, sodass es sinnvoll erscheint, diejenigen Primzahlen anzugeben, welche nicht gleichzeitig Higgs-Primzahlen sind. Die folgende Tabelle gibt diese „Nicht-Higgs-Primzahlen“ bei gegebener Potenz {\displaystyle a} bis zur 100. Higgs-Primzahl zur jeweiligen Potenz {\displaystyle a} an:

| Exponent {\displaystyle a} | 100. Higgs- Primzahl | keine Higgs-Primzahlen für die Potenz {\displaystyle a} bis zur 100. Higgs-Primzahl dieser Potenz |
| -------------------------- | -------------------- | --- |
| 2                          | 1117                 | 17, 41, 73, 83, 89, 97, 103, 109, 113, 137, 163, 167, 179, 193, 227, 233, 239, 241, 251, 257, 271, 281, 293, 307, 313, 337, 353, 359, 379, 389, 401, 409, 433, 439, 443, 449, 457, 467, 479, 487, 499, 503, 521, 541, 563, 569, 577, 587, 593, 601, 613, 617, 619, 641, 647, 653, 673, 719, 739, 751, 757, 761, 769, 773, 809, 811, 821, 823, 857, 877, 881, 887, 919, 929, 937, 953, 971, 977, 997, 1009, 1021, 1031, 1033, 1049, 1069, 1091, 1097 (insgesamt 87 Primzahlen) |
| 3                          | 733                  | 17, 97, 103, 113, 137, 163, 193, 227, 239, 241, 257, 307, 337, 353, 389, 401, 409, 433, 443, 449, 479, 487, 577, 593, 613, 619, 641, 647, 653, 673 (insgesamt 30 Primzahlen) |
| 4                          | 593                  | 97, 193, 257, 353, 389, 449, 487, 577 (insgesamt 8 Primzahlen) |
| 5                          | 563                  | 193, 257, 449 |
| 6                          | 547                  | 257 |
| 7                          | 547                  | 257 |
| 8                          | 541                  | --- |

## Eigenschaften
- Für die Potenz {\displaystyle a=1} gibt es nur vier Higgs-Primzahlen:

2, 3, 7, 43
Beweis:
Angenommen, es gibt eine Primzahl {\displaystyle p>2\cdot 3\cdot 7\cdot 43=1806} (die nächste ist {\displaystyle p=1811}), welche eine Higgs-Primzahl für die Potenz {\displaystyle a=1} ist. Dann muss {\displaystyle p-1\geq 1810} ein Teiler aller vorherigen Higgs-Primzahlen für die Potenz {\displaystyle a=1}, also von {\displaystyle (2\cdot 3\cdot 7\cdot 43)^{1}=1806} sein. Dies kann aber nicht der Fall sein, weil {\displaystyle p-1\geq 1810} kein Teiler der kleineren Zahl {\displaystyle 1806} sein kann. Somit scheiden alle Primzahlen {\displaystyle p\geq 1811} aus. Alle Primzahlen {\displaystyle 1811>p>43} scheiden durch einfache Computer-Berechnungen aus. {\displaystyle \Box }
- Alle bekannten Fermatschen Primzahlen {\displaystyle 2^{2^{n}}+1} sind keine Higgs-Primzahlen für die {\displaystyle a}-ten Potenzen mit {\displaystyle a<2^{n}}.

Beweis:
Man kann mittels Computer-Einsatz relativ schnell berechnen, dass 
- die erste Fermatsche Primzahl {\displaystyle 2^{2^{0}}+1=2^{1}+1=3} keine Higgs-Primzahl für {\displaystyle a<2^{0}=1} ist.
- die zweite Fermatsche Primzahl {\displaystyle 2^{2^{1}}+1=2^{2}+1=5} keine Higgs-Primzahl für {\displaystyle a<2^{1}=2} ist.
- die dritte Fermatsche Primzahl {\displaystyle 2^{2^{2}}+1=2^{4}+1=17} keine Higgs-Primzahl für {\displaystyle a<2^{2}=4} ist.
- die vierte Fermatsche Primzahl {\displaystyle 2^{2^{3}}+1=2^{8}+1=257} keine Higgs-Primzahl für {\displaystyle a<2^{3}=8} ist.
- die fünfte und letzte bekannte Fermatsche Primzahl {\displaystyle 2^{2^{4}}+1=2^{1}6+1=65537} keine Higgs-Primzahl für {\displaystyle a<2^{4}=16} ist. {\displaystyle \Box }

- Etwa ein Fünftel der Primzahlen unter einer Million sind Higgs-Primzahlen.[1]

Die Entdecker dieser Eigenschaft folgerten daraus, dass, selbst wenn die Anzahl der Higgs-Primzahlen für die Potenz {\displaystyle a=2} endlich ist, „eine Computerzählung nicht möglich ist“.

## Ungelöste Probleme
- Es ist nicht bekannt, ob unendlich viele Higgs-Primzahlen für Exponenten {\displaystyle a\geq 2} existieren.